# Лангет
Согласитесь сами, что нисколько не утешают таинственные слова в карточке — цвыбель клопс, беф Строганов, штуфт, лангет пикан и прочее. Под всеми этими словами кроется одно и то же — чушь собачья.
Ланге́т (фр. languette — «язычок») — мясное блюдо русской кухни в форме тонких вытянутых отбитых и жаренных в панировке кусочков говяжьей вырезки. В порцию обычно входят два кусочка.
Лангет считается простым в приготовлении блюдом: два порционных кусочка мяса из тонкой части говяжьей вырезки отбивают для выравнивания по толщине в 8—10 мм, перед жаркой на сковороде или в сотейнике обычно на топлёном масле или сале их солят и перчат. Лангет натуральный с поджаристой корочкой обычно сервируют политым мясным соком и сливочным маслом со сложным гарниром, выложенным букетами из жареных овощей, и с жареным картофелем с рубленой зеленью и острым красным соусом с мадерой. Лангет часто подают «по-охотничьи» — в томатном соусе с репчатым луком и грибами или с гарниром из обжаренных на сливочном масле помидоров без шкурки. Пелагея Павловна Александрова-Игнатьева рекомендовала сервировать лангет с соусами пикан и робер, Елена Ивановна Молоховец — с трюфелями или пюре из шампиньонов.
Порционное мясное блюдо лангет появилось в России наряду с другими заимствованиями в XVIII веке с появлением кухонной плиты, до этого времени мясо готовили крупными кусками в русской печи, и оно называлось просто «жаркое», то есть жареное. Во времена советского общепита лангет считался ресторанным блюдом, авторство которого приписывалось французским поварам. Легко поддающееся стандартизации блюдо в СССР реализовывали также полуфабрикатом.